# Defy You
"Defy You" é um single da banda estadunidense The Offspring, lançado em 18 de dezembro de 2001 pela gravadora Columbia Records. Essa foi a última canção e videoclipe do grupo com o baterista Ron Welty. "Defy You" faz parte da trilha sonora do filme Orange County, de 2002.

## Faixas[5][6]
1. "Defy You" – 3:50
2. "One Hundred Punks" (cover de Generation X) – 3:14
3. "Self Esteem" (ao vivo) – 4:17
4. "Want You Bad" (ao vivo) – 3:23